# Петнист тунец
Петнистият тунец (Euthynnus alletteratus) е вид бодлоперка от семейство Scombridae. Видът не е застрашен от изчезване.

## Разпространение и местообитание
Разпространен е в Албания, Алжир, Ангола, Ангуила, Антигуа и Барбуда, Барбадос, Бахамски острови, Белгия, Белиз, Бенин, Бонер, Бразилия, Британски Вирджински острови, Великобритания, Венецуела, Габон, Гамбия, Гана, Гваделупа, Гвиана, Гвинея, Гвинея-Бисау, Германия, Гибралтар, Гренада, Гърция, Демократична република Конго, Доминика, Доминиканска република, Египет, Екваториална Гвинея, Западна Сахара, Израел, Испания, Италия, Кабо Верде, Кайманови острови, Камерун, Кипър, Колумбия, Коста Рика, Кот д'Ивоар, Куба, Кюрасао, Либерия, Либия, Ливан, Мавритания, Малки далечни острови на САЩ, Малта, Мароко, Мексико, Монако, Монсерат, Намибия, Нигерия, Нидерландия, Никарагуа, Панама, Португалия, Саба, Сао Томе и Принсипи, САЩ, Свети Мартин, Сейнт Винсент и Гренадини, Сейнт Китс и Невис, Сейнт Лусия, Сен Естатиус, Сенегал, Сиера Леоне, Синт Мартен, Сирия, Словения, Суринам, Того, Тринидад и Тобаго, Тунис, Турция, Търкс и Кайкос, Франция, Френска Гвиана, Хаити, Хондурас, Хърватия и Ямайка.
Обитава крайбрежията на полусолени водоеми, океани, морета, заливи, рифове и реки в райони с тропически, умерен и субтропичен климат. Среща се на дълбочина от 1 до 150 m, при температура на водата от 2,3 до 27,4 °C и соленост 34,5 — 36,6 ‰.

## Описание
На дължина достигат до 1,2 m, а теглото им е максимум 16,5 kg.
Продължителността им на живот е около 10 години. Популацията на вида е стабилна.